# Селена Гомес
Селе́на Марі́ Го́мес (або Ґо́мес; нар. 22 липня 1992, Гранд-Прері, Техас, США) — американська акторка, співачка, дизайнерка, модель, продюсерка, підприємиця, амбасадорка доброї волі ЮНІСЕФ. Двічі номінантка премії «Золотий глобус» (телесеріал «Вбивства в одній будівлі»; 2023, 2024), володарка призу за найкращу жіночу роль Каннського кінофестивалю (фільм «Емілія Перес»; 2024).

## Життєпис
Народилась 22 липня 1992 року в Гранд-Прері штату Техас, США, у сім'ї італо-англійки Менді Корнетт та латиноамериканця Рікардо Гомеса. Названа на честь популярної тоді співачки Селени Кінтанілья-Перес. Коли їй було 5, батьки розлучилися. Мати, театральна акторка, одна виховувала доньку та надихнула її власним прикладом на вибір артистичної діяльності. У 2006 році мати одружилася з Браяном Тіфі. У травні 2010 року Селена закінчила середню освіту вдома.
У 12 років, за поширеною в США традицією, Гомес надягла «каблучку непорочності», що означало обіцянку зберігати цноту до весілля. Зняла перстень 2011 року.
У січні 2011 року Гомес почали погрожувати вбивством у Twitter прихильниці Джастіна Бібера після фото з їх поцілунком. Парі довелось підтвердити, що вони зустрічаються. 2017 року зустрічалася зі співаком The Weeknd, після чого повернулась до Бібера.
У вересні 2017 року перенесла трансплантацію нирки від подруги, акторки Франсії Райса. У жовтні 2018 року потрапила до психлікарні через нервовий зрив. Покинула Instagram. Любить тварин: тримає п'ятьох собак.
На початку 2024 стало відомо про стосунки Гомес з автором пісень Бені Бланко. Цього ж року натякнула на весілля з ним

## Кар'єра
Гомес відома акторською роботою в фільмах і серіалах «Чаклуни з Вейверлі», «Ще одна історія про Попелюшку», «Програма захисту принцес», «Ганна Монтана», «Діти шпигунів 3D: Кінець гри» та іншими.
У 2009 році вийшов повнометражний фільм за серіалом «Чарівники з Вейверлі Плейс» під назвою «Чаклуни з Вейверлі».
До участі в дизнеївських фільмах вона виконала одну з ролей у дитячому телешоу «Барні та друзі» з давньою подругою — Демі Ловато.

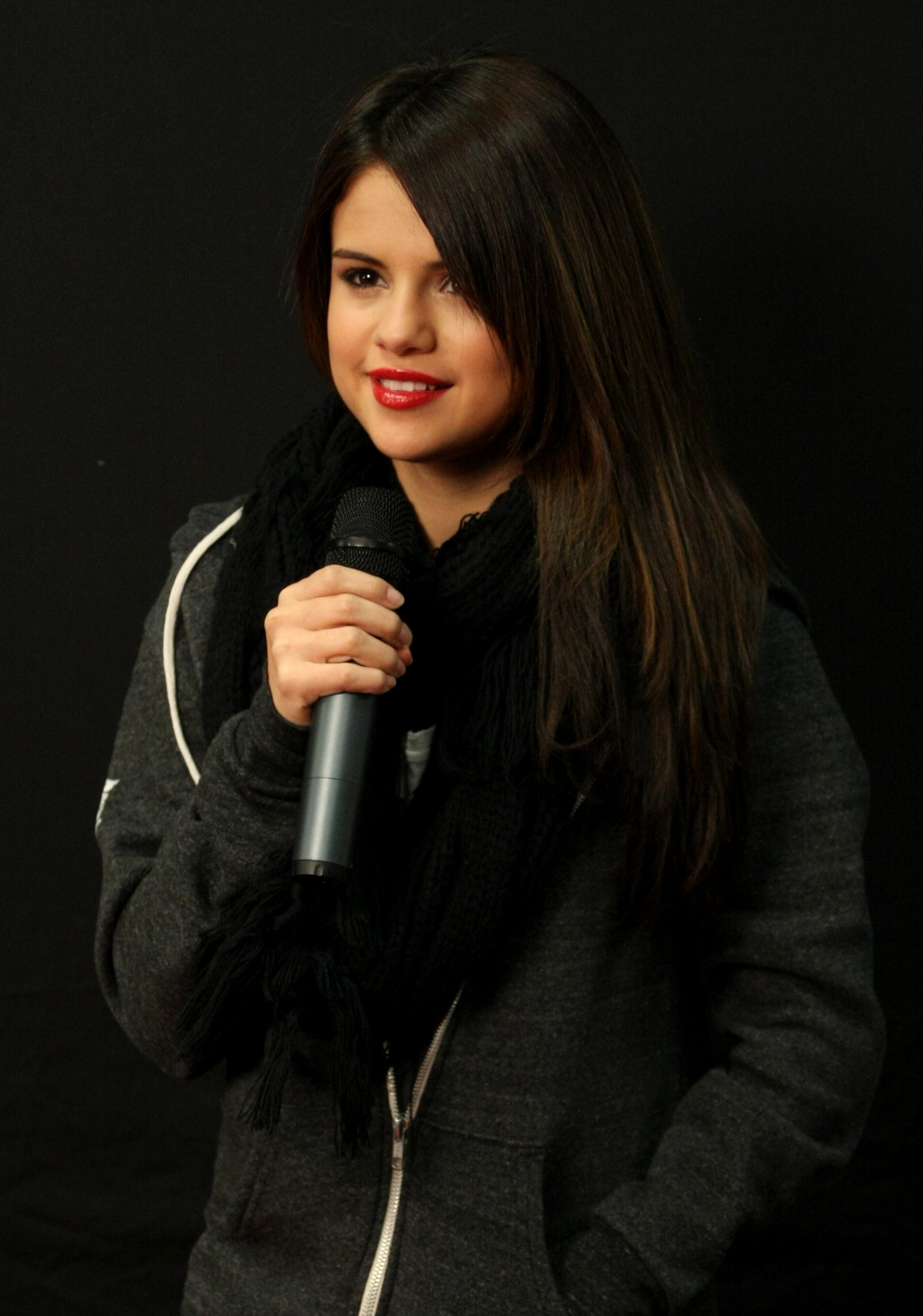
Гомез у грудні 2010 року

У 2008 році підписала контракт зі студією Hollywood Records і зробила музичний внесок у мультфільм «Феї», фільми «Ще одна історія про Попелюшку», «Програма захисту принцес» і серіал «Чаклуни з Вейверлі». Разом зі своїм гуртом «Selena Gomez & the Scene» випустила дебютний альбом «Kiss & Tell», який вийшов у США у вересні 2009 року.
Одна з її пісень «One and the same» потрапила до альбому «Pop it, rock it», куди ввійшли пісні Майлі Сайрус, Емілі Осмент, саундтреки й інші пісні.
У 2010 році Гомес зіграла головні ролі у фільмах «Рамона і Бізус» і «Монте-Карло». Того ж року озвучила принцесу Селенію у фільмі Люка Бессона «Артур 3: Війна двох світів». Була запрошеною зіркою в серіал «Дайте Санні шанс» на 13-ту серію 1 сезону.
Наприкінці 2015 року стало відомо, що Гомес із матір'ю виступили виконавчими продюсерками серіалу «Тринадцять причин чому» на телеканалі «Netflix». Прем'єра першого сезону відбулася 31 березня 2018 року, а другого — 18 травня 2018 року.
На початку 2024 року Гомес розповіла, що музична кар'єра не є для неї пріоритетом. За словами співачки, її наступний альбом може стати останнім, а вона сама зосередиться на акторській кар'єрі. У тому ж році була нагороджена призом за найкращу жіночу роль Каннського кінофестивалю, який розділила зі своїми партнерками, за кримінальний мюзикл «Емілія Перес».

## Благодійність і громадська і політична діяльність
Здійснює благодійну діяльність у підтримці фонду ЮНІСЕФ, ставши 2009 року наймолодшою членкинею фонду за всю його історію.
У 2012 році Гомес запустила медіацентр дитячої лікарні в Пенсільванії від імені організації «Ryan Seacrest Foundation».
З 2014 року підтримує палестинців Сектор Гази, тоді ж заявивши: «І, звичайно, щоб було зрозуміло, я не обираю нічию сторону. Я молюся Богу за мир і людяність для всіх!».
Підтримує ЛГБТ.
Під час повномасштабного вторгнення Росії в Україну 2022 року Селена Гомес підтримала українців і зробила фінансову пожертву для допомоги Україні.

## Особисте життя

### Релігійні вірування
Селена була вихована католичкою. У 2014 році Селена сказала, що слухала духовну пісню «Oceans (Where Feet May Fail)» Hillsong United перед виступом на American Music Awards у 2014 році. 
У 2016 році вона з'явилася на концерті «Young & Free» Hillsong United у Лос-Анджелесі, де очолила Богослужіння, ззаспівавши свою пісню «Ніхто не полюбить мене так, як ти». Коли шанувальник у Твіттері запитав її, про кого йдеться у тексті пісні, Гомес відповіла, що вони стосуються Бога. Станом на 2020 рік Селена відвідує іншу конгрегацію в  Каліфорнії, церкву Гіллсонг, і сказала, що не вважає себе релігійною, але вірить та має зв'язок з Богом.
У 2021 році вона стверджує, що зберігає свою християнську віру та тричі прочитала книгу «Цілеспрямоване життя» баптистського християнського пастора Ріка Воррена.

### Власність
Гомес володіла будинком у Калабасасі, Лос-Анджелес, вартістю 6,6 мільйона доларів.У 2014 році вона продала свій особняк у Тарзан, Лос-Анджелес, за 3,5 млн доларів. 
У 2015 році придбала особняк у Форт-Ворті, штат Техас, за 3,5 млн доларів, а в жовтні 2018 року будинок був проданий. 
У 2020 році Гомес переїхала в особняк за 5 млн доларів у районі Лос-Анджелеса Енсіно. Того ж року вона продала свій будинок у Студії-Сіті, Лос-Анджелес, за 2,3 млн доларів.

### Здоров'я
У період між 2012 і початком 2014 року у Гомес діагностували вовчак. 
У вересні 2017 року вона розповіла в Instagram, що протягом кількох попередніх місяців не брала участі в публічних заходах, оскільки їй пересадили нирку від її подруги, акторки Франсії Раїси. Під час трансплантації артерія прорвалася, і була проведена термінова операція, щоб побудувати нову артерію за допомогою вени її ноги.
Гомес відкрито розповідала про свою боротьбу як з  тривожністю, так і з  депресією. Вона почала займатися терапією, коли їй було 20, а також проводила час у лікувальних закладах. 
У квітні 2020 року вона виявила, що у неї біполярний розлад. 
У листопаді 2022 року вона розповіла, що у 2018 році у неї був епізод психозу.

### Стосунки
Гомес зустрічалася зі співаком  Ніком Джонасом у 2008 році. Вона з'явилася у кліпі на пісню його групи «Burnin' Up». У грудні 2010 року Селена почала зустрічатися із канадським співаком Джастіном Бібером. Після розставання у листопаді 2012 року вони відновили стосунки за кілька тижнів, перш ніж знову розійтись у січні 2013 року. Пізніше вони зустрічалися по кілька місяців у 2013, 2014 і 2015 роках. 
Пізніше 2017 року з'явилися повідомлення, що Гомес і Бібер знову зустрічаються. Однак вони знову розірвали стосунки в березні 2018 року. 
У грудні 2023 року Гомес підтвердила, що має стосунки з американським продюсером Бенні Бланко. 12 грудня 2024 року Селена Гомес заявила, що одружується з Бенні Бланко, і показала обручку.

## Фільмографія

### Фільми
| Рік  | Назва                                          | Оригінальна назва                     | Роль                                   | Примітка                |
| ---- | ---------------------------------------------- | ------------------------------------- | -------------------------------------- | ----------------------- |
| 2003 | Діти шпигунів 3D: Кінець гри                   | Spy Kids 3-D: Game Over               | Waterpark Girl                         |                         |
| 2005 | Вокер, техаський рейнджер: Випробування вогнем | Walker, Texas Ranger: Trial by Fire   | Джулі                                  |                         |
| 2007 | Про що думає Стіві                             |                                       | Стіві Санчес                           |                         |
| 2008 | Ще одна історія про Попелюшку                  | Another Cinderella Story              | Мері Сантьяго                          | головна роль            |
| 2008 | Хортон                                         | Horton Hears a Who!                   | Гельга                                 | озвучення               |
| 2009 | Артур і помста Урдалака                        | Arthur and the Revenge of Maltazard   | Принцеса Селенія                       | озвучення               |
| 2009 | Програма захисту принцес                       | Princess Protection Program           | Картер Мейсон                          | головна роль            |
| 2009 | Чаклуни з Вейверлі                             | Wizards of Waverly Place: The Movie   | Алекс Руссо                            | головна роль            |
| 2010 | Артур 3: Війна двох світів                     | Arthur 3: The War of the Two Worlds   | Принцеса Селенія                       | озвучення               |
| 2010 | Рамона і Бізус                                 | Ramona and Beezus                     | Беатріс Квімбі                         | головна роль            |
| 2011 | Монте Карло                                    | Monte Carlo                           | Ґрейс Беннетт / Корделія Вінтроп Скотт | головна роль            |
| 2011 | Маппети                                        | The Muppets                           | камео                                  | запрошена гостя         |
| 2012 | Монстри на канікулах                           | Hotel Transylvania                    | Мейвіс                                 | головна роль, озвучення |
| 2012 | Афтершок                                       | Aftershock                            | Лайза — VIP дівчина                    | запрошена гостя         |
| 2013 | Відв'язні канікули                             | Spring Breakers                       | Фейт                                   | головна роль            |
| 2013 | Втеча                                          | Getaway                               | Кід                                    | головна роль            |
| 2014 | Підстава                                       | Behaving Badly                        | Ніна Пеннінгтон                        | головна роль            |
| 2014 | Без керма                                      | Rudderless                            | Кейт Енн Лукас                         |                         |
| 2015 | Єдність                                        | Unity                                 | ораторка                               |                         |
| 2015 | Монстри на канікулах 2                         | Hotel Transylvania 2                  | Мейвіс                                 | головна роль, озвучення |
| 2015 | Гра на пониження                               | The Big Short                         | себе                                   | запрошена гостя         |
| 2016 | Основи догляду                                 | The Fundamentals of Caring            | Дот                                    | головна роль            |
| 2016 | Сусіди 2                                       | Neighbors 2: Sorority Rising          | Президент Філ Лямбда                   |                         |
| 2016 | У сумнівній битві                              | In Dubious Battle                     | Лайза                                  |                         |
| 2017 | Щеня!                                          | Puppy!                                | Мевіс                                  | озвучення               |
| 2018 | Монстри на канікулах 3                         | Hotel Transylvania 3: Summer Vacation | Мевіс                                  | озвучення               |
| 2019 | Мертві не вмирають                             | The Dead Don't Die                    | Зої                                    |                         |
| 2019 | Дощовий день у Нью-Йорку                       | A Rainy Day in New York               | Шеннон                                 |                         |
| 2020 | Дулітл                                         | The Voyage of Doctor Dolittle         | Бетсі                                  | озвучення               |
| 2022 | Монстри на канікулах 4                         | Hotel Transylvania: Transformania     | Мевіс                                  | озвучення               |
| 2022 | Селена Гомес: Я і мій світ                     | Selena Gomez: My Mind & Me            | сама себе                              | документальний          |
| 2024 | Емілія Перес                                   | Emilia Perez                          | Джессі Дель Монте                      |                         |

### Телебачення
| Рік       | Назва                                   | Роль        | Примітка                                  |
| --------- | --------------------------------------- | ----------- | ----------------------------------------- |
| 2002-2004 | Барні і його друзі                      | Джіанна     | епізодична роль у 7 і 8 сезоні            |
| 2006      | Усе тіп-топ, або Життя Зака і Коді      | Ґвен        | «Літній Кошмар» (сезон 2, епізод 22)      |
| 2007      | Ханна Монтана                           | Макейла     | 3 епізоди                                 |
| 2007-2012 | Чаклуни з Вейверлі                      | Алекс Руссо | головна роль, серіал                      |
| 2008      | Jonas Brothers: Життя як мрія           | себе        | «Привіт, Голлівуде» (сезон 1, епізод 7)   |
| 2008      | Студія DC: Майже живий                  | себе        | «Друге шоу» (сезон 1, епізод 2)           |
| 2008      | Ігри каналу «Дісней»                    | себе        | жовта команда                             |
| 2009      | Програма захисту принцесс               | Картер      | головна роль, фільм                       |
| 2009      | Чаклуни з Вейверлі                      | Алекс Руссо | головна роль, фільм                       |
| 2009      | Люкс життя на палубі                    | Алекс Руссо | «Обдурив» (сезон 1, епізод 21)            |
| 2009      | Дайте Санні шанс                        | себе        | «Битва Зірок мережі» (сезон 1, епізод 13) |
| 2011      | Так Випадково!                          | себе        | «Селена Гомез» (сезон 1, епізод 3)        |
| 2011      | Приколісти                              | себе        | «Щось жувати» (сезон 1, епізод 1)         |
| 2013      | Чаклуни повертаються: Алекс проти Алекс | Алекс Руссо | ексклюзивна продюсерка                    |
| з 2021    | Вбивства в одній будівлі                | Мейбл Мора  | головна роль, телесеріал                  |

### Продюсерка
| Рік  | Назва                  | Оригінальна назва    | Примітка             |
| ---- | ---------------------- | -------------------- | -------------------- |
| 2017 | Тринадцять причин чому | Thirteen Reasons Why | виконавча продюсерка |

## Дискографії
Альбоми «Selena Gomez & the Scene»
- Kiss & Tell (2009)
- A Year Without Rain (2010)
- When the Sun Goes Down (2011)

Сольні альбоми
- Stars Dance (2013)
- For You (2014) (збірка)
- Revival (2015)
- Rare (2020)

## Тури
- 2009-10: Selena Gomez & the Scene: Live in Concert
- 2011: A Year Without Rain Tour
- 2011-12: We Own the Night Tour
- 2013: Stars Dance Tour
- 2015-16: Revival Tour

## Парфуми
- Selena Gomez (2011)
- Viva more (2013)

## Лінії одягу
- Dream Out Loud (2011—2015);
- Adidas NEO (2013—2015).
- Puma x Selena Gomez (2017—2018)

## Нагороди і номінації
| Рік  | Назва роботи               | Премія                                         | Номінація                                                         | Результат    |
| ---- | -------------------------- | ---------------------------------------------- | ----------------------------------------------------------------- | ------------ |
| 2008 | «Чаклуни з Вейверлі»       | ALMA Award                                     | «Видатна жіноча роль у комедійному телесеріалі»                   | Перемога     |
| 2008 | «Чаклуни з Вейверлі»       | Imagen Awards                                  | «Найкраща акторка — телебачення»                                  | Перемога     |
| 2009 | «Чаклуни з Вейверлі»       | Imagen Awards                                  | «Найкраща актриса — телебачення»                                  | Перемога     |
| 2009 | «Чаклуни з Вейверлі»       | Imagen Awards                                  | «Особливі досягнення комедія — телебачення — акторка»             | Перемога     |
| 2009 | «Чаклуни з Вейверлі»       | Burbank International Children's Film Festival | «Найкраща дитяча акторка»                                         | Перемога     |
| 2009 |                            | Hollywood Style Awards                         | «Геній стилю»                                                     | Перемога     |
| 2010 | «Чаклуни з Вейверлі»       | BET Awards                                     | «Молода зірка»                                                    | Перемога     |
| 2010 | «Чаклуни з Вейверлі»       | Capricho Awards                                | «Найкраще міжнародне телешоу»                                     | Перемога     |
| 2010 | «Чаклуни з Вейверлі»       | Gracie Awards                                  | «Видатна жіноча роль у комедійному телесеріалі»                   | Перемога     |
| 2010 | «Чаклуни з Вейверлі»       | Kids' Choice Awards Australia                  | «Улюблена телезірка»                                              | Перемога     |
| 2010 | «Чаклуни з Вейверлі»       | Kids' Choice Awards Mexico                     | «Улюблена міжнародна телезірка»                                   | Номінація    |
| 2010 | «Чаклуни з Вейверлі»       | Kids' Choice Awards USA                        | «Улюблена телезірка»                                              | Перемога     |
| 2010 | «Чаклуни з Вейверлі»       | NAACP Image Awards                             | «Видатна роль у молодіжній/дитячій програмі — серія або особливе» | Перемога     |
| 2010 | «Чаклуни з Вейверлі»       | Teen Choice Awards                             | «ТБ актриса — комедія»                                            | Перемога     |
| 2013 |                            | MTV Europe Music Awards                        | «Найкраща співачка»                                               | Номінація    |
| 2024 | «Убивства в одній будівлі» | «Еммі»                                         | «Найкраща акторка в комедійному телесеріалі»                      | Номінація    |
| 2024 | «Убивства в одній будівлі» | «Золотий глобус»                               | «Найкраща акторка в телесеріалі — комедія або мюзикл»             | В очікуванні |
| 2024 | «Емілія Перес»             | Каннський кінофестиваль                        | «Найкраща жіноча роль»                                            | Перемога     |
| 2024 | «Емілія Перес»             | «Золотий глобус»                               | «Найкраща жіноча роль другого плану»                              | В очікуванні |